# HD81309
HD81309 — хімічно пекулярна зоря спектрального класу A1, що має видиму зоряну величину в смузі V приблизно  6,5.
Вона  розташована на відстані близько 328,8 світлових років від Сонця.